# San Miguel Xochimanga
San Miguel Xochimanga es una colonia ubicada en el municipio de Atizapán de Zaragoza, en el Estado de México. Su nombre es en honor a San Miguel Arcángel que significa «Quién como Dios», santo patrono de esta colonia, y Xochimanga que significa «Lugar de Flores». El Código Postal de esta localidad es el 52927, la cual colinda con el fraccionamiento Lomas Boulevares perteneciente al municipio de Tlalnepantla de Baz, así como con las colonias San Mateo Tecoloapan, Cerro Grande, Las Peñitas, Mayorazgo de los Gigantes y Las Arboledas del municipio de Atizápan de Zaragoza. La cuenta ciudadana de Twitter de la colonia es @SMXochimanga.

## Historia
Esta colonia se encuentra asentada en lo que fue el Ejido de San Mateo Tecoloapan, el cual fue expropiado por causas de utilidad pública en el año de 1998, consistentes en la venta a los avecindados de los solares que ocupaban, la venta de los lotes vacantes a los terceros que solicitaron un lote o para que se construyeran viviendas, así como la donación de las áreas necesarias para equipamiento, infraestructura y servicios urbanos municipales en la zona.

## Religión
El principal centro religioso con el que cuenta esta población es la parroquia de San Miguel Arcángel, que se ubica en la esquina de las calles San Vicente y Calzada de la Manzana. 

## Cultura
Los principales eventos culturales de esta localidad es la celebración del día de San Miguel Arcángel y la realización del Festival Luminaria, de índole municipal. La celebración de San Miguel Arcángel ocurre el 29 de septiembre de cada año, con la colocación de juegos mecánicos en las calles de San Vicente, Calzada de la Manzana y Nezahualcóyotl,  y fuegos pirotécnicos frente la parroquia. Asimismo, la parroquia de San Miguel Arcángel es una de las sedes del festival municipal Luminaria, el cual se realiza cada año en las fechas programadas por el Ayuntamiento, y en el que se incluyen diversas manifestaciones culturales como conciertos y representaciones teatrales.

## Educación
En la calle Nezahualcóyotl se ubica la zona escolar que cuenta con instituciones públicas de educación preescolar, primaria y secundaria. En un costado de la escuela primaria se encuentra una de las escuelas de fútbol filiales del Club de Fútbol Pachuca de la Primera División de México. Además cuenta con los siguientes centros educativos:
- Centro Tecnológico de Atizapán.

Escuela secundaria (privada).
Avenida del Lago, esquina con calle Malinche sin número, colonia San Miguel Xochimanga.
- Centro Universitario y Tecnológico de Atizapán.

Escuela primaria (privada). 
Carretera Lago de Guadalupe, esquina con  calle  Hipódromo, colonia San Miguel Xochimanga. 
- Colegio Boulevares.

Escuela primaria (privada). 
Cerrada de la Cuchilla número 8, colonia San Miguel Xochimanga
- Instituto Grenville, S. C.

Escuela primaria (privada).
Chimalpopoca número 30, colonia San Miguel Xochimanga. 
- Ovidio Decroly.

Escuela primaria (privada).
Avenida de la Cruz número 6, colonia San Miguel Xochimanga
- Xicoténcatl.

Escuela primaria (pública). 
Avenida de la Cruz y Cerrada de la Cruz sin número, colonia San Miguel Xochimanga. 

## Infraestructura
Las calles más importantes son:
- Carretera del Lago de Guadalupe.
- Nezahualcóyotl.
- Xochimanga.
- Calzada de la Manzana.
- Hipódromo.
- San Vicente.